# Holothrix villosa
Holothrix villosa är en orkidéart som beskrevs av John Lindley. Holothrix villosa ingår i släktet Holothrix och familjen orkidéer.

## Underarter
Arten delas in i följande underarter:
- H. v. condensata
- H. v. villosa

## Bildgalleri

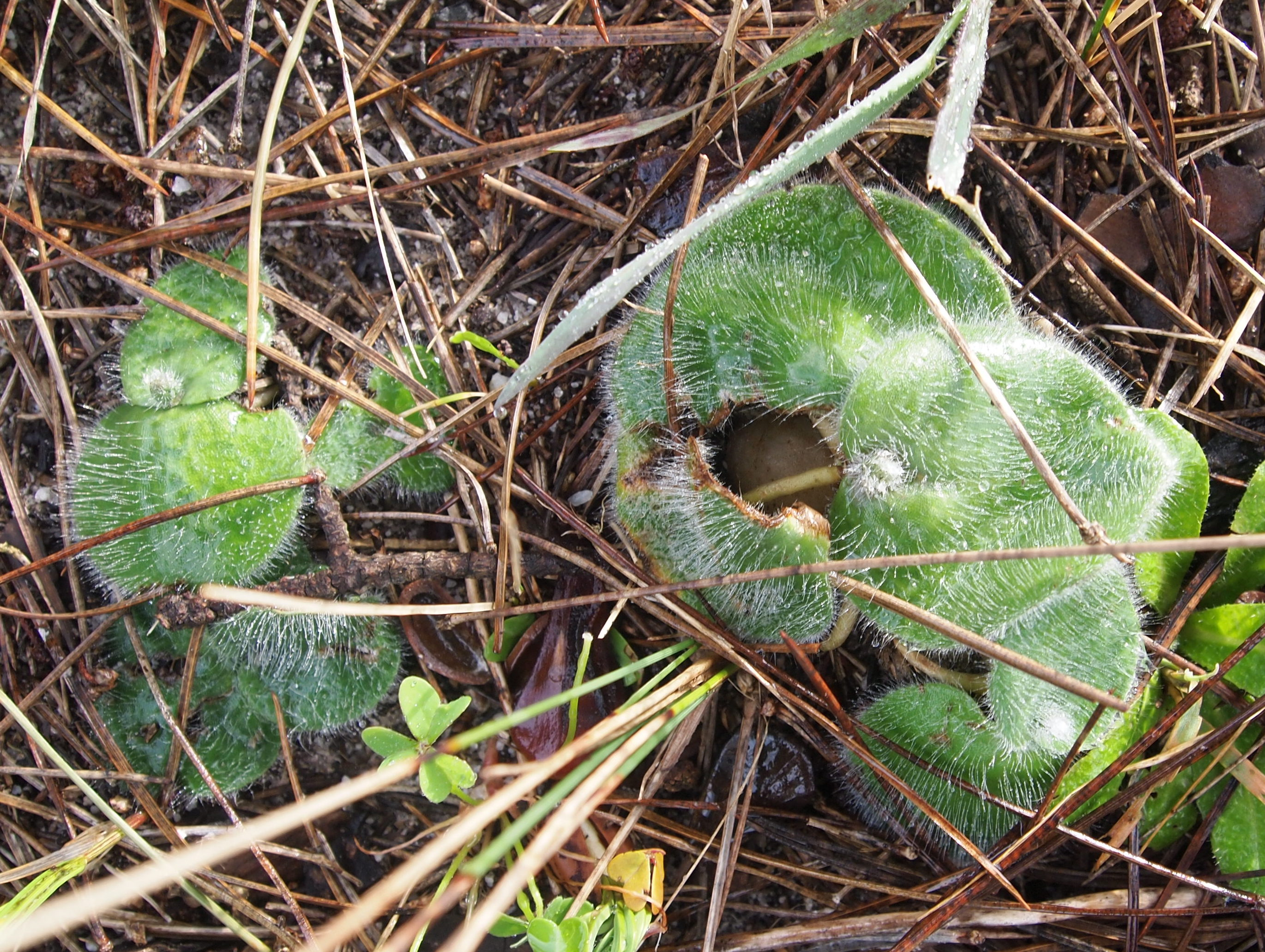